# Епархия Дибругарха
Епархия Дибругарха (лат. Dioecesis Bongaigaonensis) — епархия Римско-Католической церкви c центром в городе Дибругарх, Индия. Епархия Дибругарха входит в митрополию Гувахати. Кафедральным собором епархии Дибругарха является церковь Святейшего Сердца Иисуса.

## История
12 июля 1951 года Римский папа Пий XII выпустил буллу Ad christianam plebem, которой учредил епархию Дибругарха, выделив её из епархии Шиллонга.
В следующие годы епархия Дибругарха передала часть своей территории для возведения новых церковных структур:
- 16 января 1964 года — епархии Тезпура;
- 29 января 1973 года — епархии Кохимы-Импхала (сегодня — Кохимы и Импхала);
- 7 декабря 2005 года — епархии Миао.

## Ординарии епархии
- епископ Оресте Маренго (12.07.1951 — 6.07.1964) — назначен епископом Тезпура;
- епископ Hubert D’Rosario (6.07.1964 — 26.06.1969) — назначен архиепископом Гувахати-Шиллонга;
- епископ Роберт Керкетта (21.05.1970 — 24.10.1980) — назначен епископом Тезпура;
- епископ Томас Менампарампил (19.06.1981 — 30.03.1992) — назначен епископом Гувахати;
- епископ Иосиф Айнд (11.11.1994 — по настоящее время).

## Источник
- Annuario Pontificio, Libreria Editrice Vaticana, Città del Vaticano, 2003, ISBN 88-209-7422-3
- Булла Ad christianam plebem, AAS 44 (1952), стр. 167 (лат.)